# 無賃橋

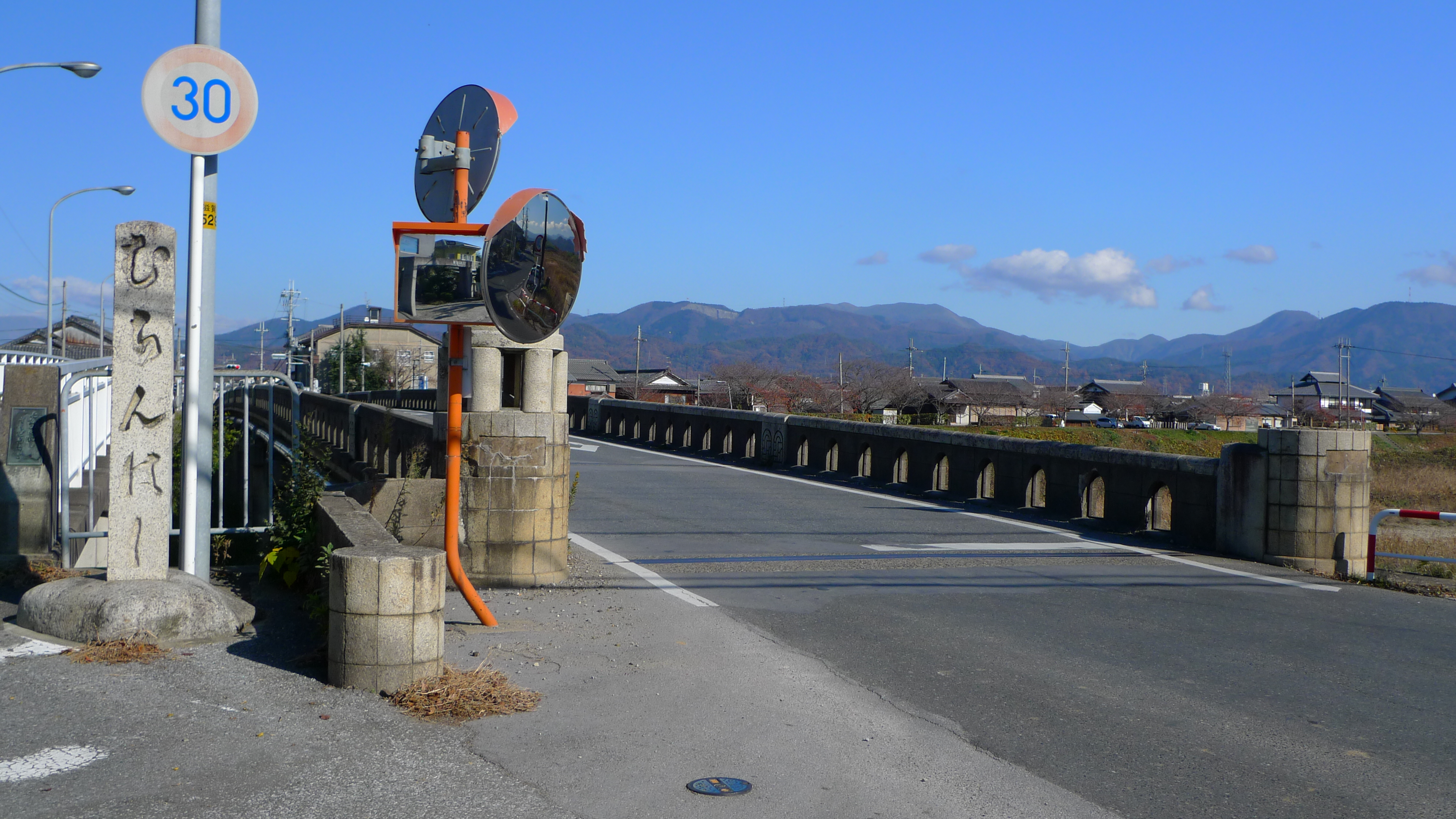
無賃橋南詰 （南側）

無賃橋（むちんばし）は滋賀県彦根市高宮町にある橋。滋賀県道13号彦根八日市甲西線に属する。

## 概要
中山道高宮宿入口（愛知川宿寄り）に位置する。高宮橋（たかみやばし）が正式名称。犬上川に架かる。中山道諸宿場が整備されてからも長らく橋が架られていなかったが、1767年（明和4年）に高宮宿の庄屋・問屋有志が彦根藩に申請し仮設橋を架けた。しかし幾度もの大雨で橋が度々流されていた。この状況を危惧した彦根藩が1832年（天保2年）に近隣の豪商である小林吟右衛門・馬場利左衛門・藤野四郎兵衛（江州音頭2代目又十）らに命じ石造りの橋が同年の9月に完成した。翌年（1833年（天保3年））には高宮宿の有志が彦根藩より高宮橋株を買取り、無料で通行ができるようになった。この経緯から無賃橋と呼ばれるようになった。同年には無賃橋の標石が建てられた。現在の無賃橋は1932年（昭和7年）に鉄筋コンクリートで作られたものである。

## 周辺
- 高宮郵便局
- 高宮地域文化センター
- 高宮城跡
- 多賀大社一の鳥居・常夜灯
- 滋賀銀行高宮支店
- 滋賀県道13号彦根八日市甲西線
- 滋賀県道543号高宮北落線
- 愛のりタクシーこうら「高宮町無賃橋」停留所 - 甲良線（デマンドタクシー）[3]

## 周辺行事
- 高宮納涼花火大会 - 7月中旬（※開催時期を変更することがある）

## その他
- 1977年（昭和52年）の改修工事の際に橋脚下より地蔵尊2体が発掘された。この地蔵尊は橋の北側のたもとに「むちん橋地蔵尊」として祀られている[2][4]。